# Iftikhar Muhammad Chaudhry
Pour les articles homonymes, voir Chaudhry.
Iftikhar Muhammad Chaudhry (en ourdou افتخارمحمدچودھری) est un juge pakistanais né le 12 décembre 1948. Nommé en 2005 président de la Cour suprême du Pakistan par le général Pervez Musharraf, il a ensuite été suspendu de son poste par ce dernier, du 9 mars au 20 juillet 2007, et du 3 décembre 2007 à mars 2009, date à laquelle le Premier ministre Yousaf Raza Gilani l'a rétabli dans ses fonctions,. Il se retire finalement le 11 décembre 2013, à la date prévue de sa retraite.
Chaudhry se pose comme le défenseur des droits des simples citoyens et comme le pourfendeur de la corruption de la classe politique. En tant que président de la Cour suprême, il a ouvert de nombreux dossiers sensibles, comme les accusations de corruption contre le président Asif Ali Zardari ou le dossier des personnes disparues dans le cadre des opérations militaires dans le Baloutchistan.

## Carrière de juriste
Iftikhar Chaudhry a un diplôme en lettres (Bachelor of Arts) et en droit (Bachelor of Laws). Il entre au barreau en 1974 et c'est en 1976 qu'il est engagé en tant qu'avocat à la Haute cour et en 1985 en tant qu'avocat à la Cour suprême. En 1989, il est nommé avocat général de la province du Baloutchistan puis est élevé au rang de Juge additionnel à la Haute cour du Balouchistan du 6 novembre 1990 au 21 avril 1999. Tout en étant juge à la Haute cour, il assume les fonctions de juge des opérations bancaires, juge à la Cour spéciale pour les procédures accélérées, juge à la Cour d'appel des douanes ainsi que juge des entreprises. Iftikhar Chaudhry est également demeuré président de l’association du barreau de la Haute cour de Quetta (la capitale de la province), et est élu deux fois membre au Conseil du barreau. D'autre part, il est nommé président de l’autorité électorale du conseil régional du Balouchistan en 1992, puis en 1998 pour un deuxième mandat. Il œuvre aussi en tant que président au comité d'examen provincial pour la province du Balouchistan et est deux fois président de la Croix-Rouge pakistanaise du Balouchistan. Actuellement, Chaudhry est également président du comité d'inscription du conseil du barreau du Pakistan et président du comité des bâtiments de la Cour suprême. Il est nommé président de la Haute cour du Baloutchistan le 22 avril 1999, et pour son travail et son ancienneté, entre à la Cour suprême le 4 février 2000.

### Nomination à la présidence de la Cour suprême et suspension sous Musharraf
Il est désigné président de la Cour suprême du Pakistan le 30 juin 2005 par le président pakistanais Pervez Musharraf. Chaudhry est le juge le plus ancien parmi les juges en exercice de cette cour, la plus élevée du pays, après la juge en chef sortante Nazim Hussain Siddiqui. Chaudhry prend ses fonctions de président le 30 juin 2005.
Sa lutte contre Pervez Musharraf entraîne sa suspension le 9 mars 2007 pour « abus de son autorité ». Depuis cet événement, il y a eu beaucoup d'agitation dans le pays, de débats quant à la véracité des faits reprochés, des doutes ont également été émis quant au droit de Musharraf de suspendre le président de la Cour suprême dans de telles circonstances. Le 12 mai 2007, l'arrivée de Chaudhry à Karachi, la plus grande ville du Pakistan, est l'occasion d'affrontements entre l'opposition et les partisans de Pervez Musharraf (40 morts),.
La suspension de Chaudhry est la première, en cinquante ans d'histoire de la Cour suprême pakistanaise, pour mauvaise conduite. La Cour dirigée par Chaudhry a pris des décisions contre la corruption gouvernementale, notamment dans le cadre du scandale des Aciéries du Pakistan (Pakistan Steel Mills).
Le 20 juillet 2007, la Cour suprême déclare illégale la suspension de Chaudhry, et ordonne l'abandon des accusations portées contre lui.
Lors de la déclaration de la loi martiale par le président et chef d’État-major des armées Pervez Musharraf le 3 novembre 2007, la Cour suprême est de nouveau suspendue, et par conséquent son président. Chaudhry est mis en résidence surveillée et remplacé par Abdul Hameed Dogar. Après la démission de Musharraf en 2008 et la nomination de Yousaf Raza Gilani, il est rétabli dans ses fonctions en mars 2009.

## Décisions importantes de la Cour suprême
Sous la présidence de Chaudhry, la Cour suprême prend des positions tranchées sur des sujets soulevant des débats importants dans la société et le monde politique pakistanais. L'opinion publique attribue largement ces décisions à la personnalité du président de la Cour suprême, que cela soit pour les saluer ou pour les dénoncer.

### Le scandale des Aciéries du Pakistan
En 2007, la Cour suprême annule la privatisation des Aciéries du Pakistan (en), considérant que celle-ci comportait des irrégularités.

### La loi dehasba
La loi dite de hasba (ur), visant à l'application de la loi régionale sur la sharia de 2003, votée par l'assemblée de la province de Khyber Pakhtunkhwa, est déclarée anticonstitutionnelle par la Cour, après avoir été saisie par le général Pervez Musharraf. La province est dominée par la coalition religieuse du Muttahida Majlis-e-Amal.
« Le gouverneur de la province peut ne pas approuver la loi de hasba sous sa forme actuelle » a déclaré Iftikhar Muhammad Chaudhry, avant d'énumérer plusieurs clauses dans la loi considérées comme inconstitutionnelles.

### Les personnes disparues
Beaucoup de gens au Pakistan ont « disparu », et ont prétendument été enlevés par les agences américaines du FBI et de la CIA au nom de la « guerre contre le terrorisme ». Une commission de la Cour suprême, dirigée par Iftikhar Muhammad Chaudhry, a contraint le gouvernement à rechercher les disparus et à faire cesser les abus contre des personnes. Le gouvernement a d'abord nié savoir où se trouvaient les disparus, mais certains ont été retrouvés, qui avaient été détenus dans des locaux de l'armée.

## Suspension en 2007

### La décision du président Musharraf
Le président du Pakistan, le général Pervez Musharraf, suspend Iftikhar Chaudhry de ses fonctions le 9 mars 2007 et nomme le doyen, Javed Iqbal, président temporaire de la Cour suprême du Pakistan. Il est par la suite précisé que c'est le juge Rana Bhagwandas qui est réellement le doyen de la Cour, mais celui-ci ne vivant plus au Pakistan, c’est Javed Iqbal, le suivant sur la liste des juges doyens, qui assure l’intérim jusqu’à son retour.
À la suite du limogeage d’Iftikhar Chaudhry, le président Musharraf fait immédiatement entamer une procédure légale au Conseil judiciaire suprême (SJC), en vertu de l’article 209 de la Constitution du Pakistan, pour enquêter sur les accusations d’« inconduite et abus de pouvoir ».
Le juge Chaudhry est convoqué par le président Musharraf à sa résidence militaire de Rawalpindi le vendredi 9 mars 2007 et invité à expliquer sa position sur une liste d’accusations portées contre lui émanant de différentes parts. Il lui est alors demandé de démissionner, chose que le juge Chaudhry refuse de faire. Il est, par voie de conséquence, retenu prisonnier pendant environ cinq heures tandis que des arrangements sont pris ailleurs à Islamabad pour que soit rapidement nommé un remplaçant au juge en exercice. Ce n’est qu’après que le nouveau juge en chef ait prêté serment et que les procédures au Conseil judiciaire suprême aient été lancées que Chaudhry est relâché.

### Les réactions
Peu après la cérémonie de prestation de serment, le SJC ouvre une session et décide de demander à Iftikhar Chaudhry, le 13 mars, de répondre aux allégations d’inconduite qui lui étaient faites. Présidé par le juge en exercice Javed Iqbal, le SJC ordonne également à Chaudhry de ne pas exercer ses fonctions de juge de la Cour suprême ni de président tant que le conseil n’a pas tranché. 
Selon l'avocat général du Sind, Chaudhry est toujours le président de la Cour suprême du Pakistan, et devrait être autorisé à exercer ses prérogatives. Cependant, les drapeaux de la république islamique du Pakistan et de la Cour suprême ont été enlevés de sa maison. De même, ses nom et références ont tout d’abord été retirés du site de la Cour suprême du Pakistan, puis replacés 24 heures plus tard. Officiellement, ce sont des erreurs techniques qui ont provoqué ce retrait d’information. D’après la BBC Urdu et The News (journal pakistanais), le Conseil judiciaire suprême va examiner la procédure engagée contre Chaudhry. Deux des trois juges qui siègent au Conseil sont sous le coup d'une accusation de corruption (l’un pour corruption financière, l’autre pour fraude). Le troisième juge a fait prétendument admettre sa fille dans une université médicale suivant les recommandations du ministre en chef d'une province du Pakistan.
Le 12 mars 2007, les avocats à travers le Pakistan commencent à boycotter toutes les procédures judiciaires pour protester contre la suspension. Dans la capitale, à Islâmâbâd, et dans d'autres villes telles que Lahore, Karachi et Quetta, des centaines d'avocats portant la robe noire prennent part à des manifestations condamnant la suspension comme étant inconstitutionnelle. Plus de vingt avocats sont blessés lors d’affrontements avec la police aux manifestations de Lahore. Un des slogans de protestation scandés par ces avocats et retransmis par BBC Urdu et Geo TV était « Musharraf Kutta Haey Haey » (Musharraf va-t-en, va-t-en). Ce slogan avait déjà été employé contre un des précédents dictateurs.
Le 5 mai 2007, le gouvernement lève l'assignation à résidence de Chaudhry, après quoi il part, depuis Islamabad, à Lahore pour prendre la parole lors d'un rassemblement politique.

## Émeutes à Karachi
Au 12 mai 2007, au moins 42 personnes ont été tuées et 140 blessées dans les émeutes qui ont éclaté dans la ville de Karachi, la capitale de la province de Sind, et la ville la plus peuplée du Pakistan. Les routes ont été bloquées, des voitures brûlées et des centaines de personnes blessées et arrêtées. La violence a éclaté après l'arrivée de Iftikhar Muhammad Chaudhry, venu faire un discours à l’association du barreau de la ville pour le 50e anniversaire de la création de la Cour suprême pakistanaise. 
Beaucoup de ceux qui ont été tués étaient des partisans de Chaudhry et des sympathisants du parti politique PPP. Plus de 800 militants ont été arrêtés, la majorité étaient des membres d’organisations syndicales et estudiantines qui avaient prévu d’accueillir Chaudhry à son arrivée.
Selon Deutsche Presse-Agentur, les affrontements ont commencé lorsque des membres du Muttahida Qaumi Movement (MQM) ont provoqué une rixe avec des membres des partis de l’opposition qui ont répliqué par des tirs armés. Le MQM, mouvement pro-gouvernemental, avait prévu de se rassembler le jour de l’arrivée de Chaudhry pour montrer leur soutien à la décision de Musharraf de suspendre le président de la Cour suprême. 
Human Rights Watch (HRW), une organisation qui défend les droits de l’homme située aux États-Unis, a dit : « ceci [cette violence] peut être due à l'incompétence du gouvernement, ou à sa complicité. ». HRW déclarait aussi : « l’enchaînement des événements conduisant à cette violence, y compris les déclarations des autorités provinciales et l’arrestation de centaines d’activistes de l’opposition ces derniers jours, indiquent que le gouvernement, agissant à travers ses alliés politiques, a délibérément chercher à fomenter la violence à Karachi. »

## Poursuite des mouvements de protestation
Le 2 juin 2007, plus de 50 000 personnes ont acclamé Chaudhry à Abbotabad, à une cinquantaine de km d'Islâmâbâd. Le 4 juin, le président Musharraf a renforcé les pouvoirs de l'instance de contrôle des radios et télévisions pakistanaises, permettant notamment la saisie des matériels des médias et la fermeture de leurs locaux sur des motifs peu ou mal définis. L'opposition pakistanaise et l'ensemble des médias internationaux a analysé cette décision comme marquant la volonté du gouvernement d'empêcher radios et télévision d'effectuer des reportages sur Iftikhar Chaudhry.

## Levée des charges
Le 20 juillet 2007, l'annonce de la Cour suprême du Pakistan, qui ordonne la levée des charges contre Chaudhry et son rétablissement dans ses prérogatives, apparaît à l'ensemble des observateurs comme un revers important pour le président Musharraf.